# Walter Budrun
Laurel Walter Budrun, detto Whitey (Waukegan, 19 dicembre 1908 – Milwaukee, 28 giugno 2003), è stato un cestista statunitense naturalizzato lituano.
Era conosciuto anche con il nome lituano Vytautas Budriūnas (anche nella variante Budrunas).

## Carriera
Dopo aver giocato alla Marquette University, fu contattato dal governo lituano con la richiesta di vestire la maglia della Lituania. Budrun accettò, e vinse da giocatore gli Europei del 1939. Nel campionato lituano vestì la maglia del CJSO Kaunas.